# Manuel Busto Fernández
 (novembre 2024).
Si vous disposez d'ouvrages ou d'articles de référence ou si vous connaissez des sites web de qualité traitant du thème abordé ici, merci de compléter l'article en donnant les références utiles à sa vérifiabilité et en les liant à la section « Notes et références ».
Manuel Busto Fernández, né le 30 juillet 1975 à Villaviciosa, est un kayakiste espagnol pratiquant le marathon.

## Palmarès

### Championnats du monde de marathon
- 2010 à Banyoles,  Espagne
  -  Médaille d'argent en K-1
- 2009 à Crestuma,  Portugal
  -  Médaille d'or en K-1
  -  Médaille d'or en K-2
- 2007 à Györ  Hongrie
  -  Médaille d'argent en K-1
- 2006 à Trémolat,  France
  -  Médaille d'argent en K-1
  -  Médaille d'or en K-2
- 2005 à Perth,  Australie
  -  Médaille d'or en K-1
  -  Médaille d'or en K-2
- 2004 à Bergen,  Norvège
  -  Médaille d'or en K-1
  -  Médaille d'or en K-2
- 2003 à Valladolid,  Espagne
  -  Médaille d'argent en K-2
- 2002 à Zamora,  Espagne
  -  Médaille d'or en K-1
- 2001 à Stockton-on-Tees,  Royaume-Uni
  -  Médaille d'or en K-1
- 2000 à Dartmouth,  Canada
  -  Médaille d'or en K-1